# واپشته
واپشته روستایی از توابع بخش کوهستان شهرستان تنکابن در استان مازندران ایران میباشد.

## جمعیت
این روستا در دهستان میاندامان قرار دارد و براساس سرشماری مرکز آمار ایران در سال ۱۳۹۵، جمعیت آن ۱۳۹ نفر (۴۸ خانوار) بوده است.